# Crangonyx hubrichti
Crangonyx hubrichti is een vlokreeftensoort uit de familie van de Crangonyctidae. De wetenschappelijke naam van de soort is voor het eerst geldig gepubliceerd in 2003 door Zhang & Holsinger.